# Only God Can Judge Me
Albums de Master P
MP da Last Don
(1998) Ghetto Postage
(2000)
Singles
1. Step to Dis
Sortie : 1999
2. Da Ballers
Sortie : 1999

Only God Can Judge Me est le huitième album studio de Master P, sortie le 26 octobre 1999.
Cet album est considéré comme un comeback car Master P avait annoncé le précédent opus comme son dernier album.
L'album s'est classé 1er au Top R&B/Hip-Hop Albums et 2e au Billboard 200 et a été certifié disque d'or par la Recording Industry Association of America (RIAA) le 8 mai 2000, avec plus d'un million d'exemplaires vendus aux États-Unis.

## Liste des titres
| No  | Titre                                                         | Contient un (des) sample(s) de                                             | Durée |
| --- | ------------------------------------------------------------- | -------------------------------------------------------------------------- | ----- |
| 1.  | Only God Can Judge Me                                         |                                                                            | 2:56  |
| 2.  | Ghetto Prayer (featuring Magic)                               | If Your Girl Only Knew d'Aaliyah Now I Lay Me Down to Sleep (Traditionnel) | 3:02  |
| 3.  | Step to Dis (featuring D.I.G.)                                |                                                                            | 2:51  |
| 4.  | Return of da Don (featuring Silkk the Shocker)                |                                                                            | 2:46  |
| 5.  | Say Brah (featuring Mac)                                      |                                                                            | 3:07  |
| 6.  | Boonapalist (featuring D.I.G. et Ms. Peaches)                 |                                                                            | 3:38  |
| 7.  | Where Do We Go from Here (featuring Nas, Mac et Sons of Funk) |                                                                            | 4:19  |
| 8.  | Ice on My Wrist (Remix) (featuring Magic)                     |                                                                            | 3:22  |
| 9.  | Stop Playing Wit Me                                           |                                                                            | 4:06  |
| 10. | Ghetto in the Sky (featuring Suga Bear)                       |                                                                            | 3:46  |
| 11. | Ain't Nothing Changed (featuring D.I.G. et Magic)             |                                                                            | 3:19  |
| 12. | Commercial (featuring Young Gunz)                             |                                                                            | 2:23  |
| 13. | Oh Na Nae                                                     |                                                                            | 2:40  |
| 14. | Ghetto Honeys (featuring Mac)                                 |                                                                            | 2:55  |
| 15. | Y'all Don't Want None (featuring Mystikal)                    | Drag 'Em "N" Tha River d'U.N.L.V. Drag Rap des Showboys                    | 3:19  |
| 16. | Life Ain't Easy (featuring C-Murder et Porsha)                |                                                                            | 1:52  |
| 17. | Who Down to Ride (featuring D.I.G.)                           |                                                                            | 2:26  |
| 18. | Y'all Don't Know (featuring Ghetto Commission et Two For One) |                                                                            | 3:53  |
| 19. | Nobody Moves (featuring Magic et Silkk the Shocker)           |                                                                            | 3:11  |
| 20. | Da Ballers (featuring Jermaine Dupri)                         |                                                                            | 3:02  |
| 21. | Crazy Bout Ya (featuring Mercedes et Ms. Peaches)             |                                                                            | 2:45  |
| 22. | (Intro to) Get Yo Mind Right                                  |                                                                            | 0:20  |
| 23. | Get Yo Mind Right (featuring C-Murder)                        |                                                                            | 3:30  |